# Centrophorus acus
Centrophorus acus és una espècie d'elasmobranqui esqualiforme de la família Centrophoridae. És un tauró petit i poc conegut. Habita a la part nord del Golf de Mèxic i a l'oest de l'oceà Pacífic, als voltants de Honshu, Japó, a uns 200 m de profunditat. No té aleta anal i posseeix dues aletes dorsals amb espines, la primera d'elles baixa i llarga. Té un musell moderadament llarg i una aleta cabal, la qual mesura 81 cm com a mínim. Quasi res més se sap sobre aquest tauró.